# 몬산맥

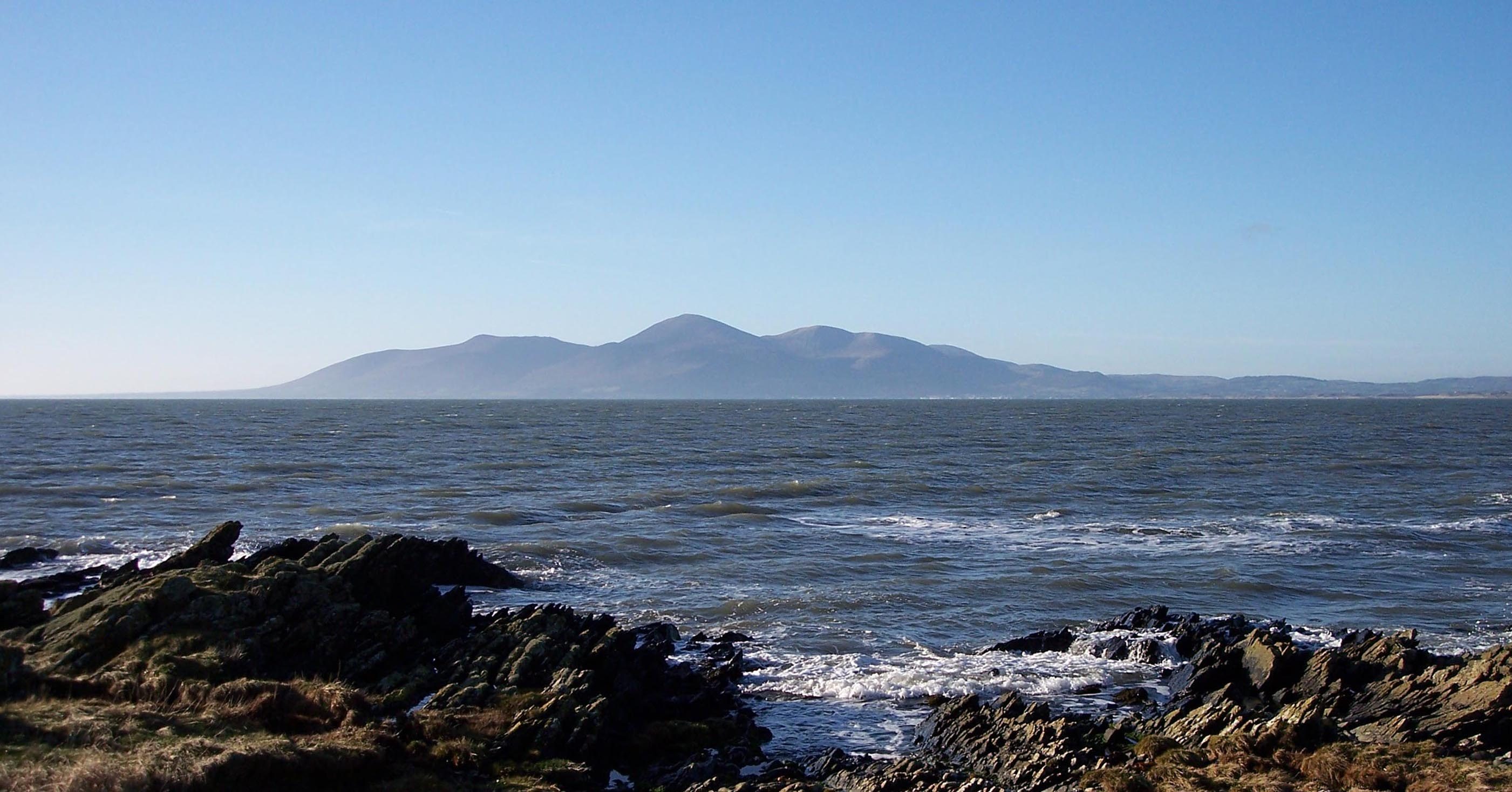
몬산맥

몬산맥(영어: Mourne Mountains, 아일랜드어: Beanna Boirche)은 북아일랜드 남동쪽 다운주의 산맥이다. 이 산맥의 가장 높은 산은 850m (2,790 피트)의 슬리브도너드산으로, 북아일랜드에서 가장 높다.